# Aleksandrov (ville)
Pour les articles homonymes, voir Aleksandrov.
Aleksandrov (en russe : Александров) est une ville de l'oblast de Vladimir, en Russie, et le centre administratif du raïon d'Aleksandrov. Sa population s'élevait à 57 053 habitants en 2021.

## Géographie
Aleksandrov est arrosée par la rivière Seraïa. Elle se trouve à 100 km au nord-est de Moscou, à 109 km à l'ouest-nord-ouest de Vladimir et à 154 km au sud-ouest de Iaroslavl.

## Histoire

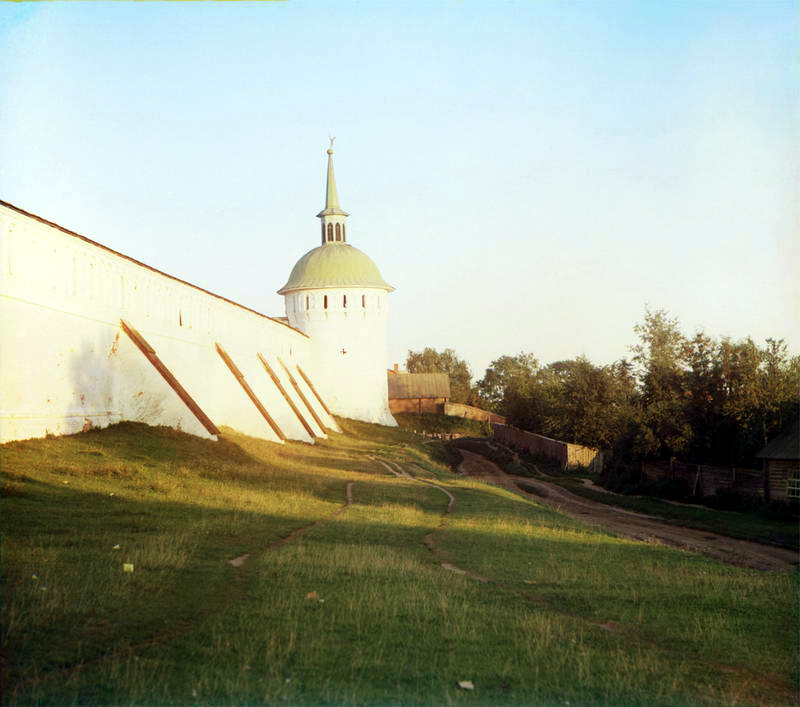
Kremlin d'Alexandrov, photo de 1911 de Sergueï Prokoudine-Gorski

La ville d'Aleksandrov fut la capitale de la Russie pendant trois mois, de décembre 1564 à février 1565, sous le tsar Ivan le Terrible, jusqu'à ce qu'il accepte de ramener sa cour et les reliques de Moscou qu'il avait prises avec lui. Ivan accepta de revenir après avoir obtenu de l'Église la permission de fonder l'Opritchnina. Mais la Sloboda d'Alexandrov, pendant dix-sept ans (1564-1581), resta toutefois la résidence officielle d'Ivan le Terrible et la capitale de facto du tsarat.

## Population
Recensements (*) ou estimations de la population :
| 1856  | 1897* | 1913  | 1926   | 1939*  |
| ----- | ----- | ----- | ------ | ------ |
| 3 400 | 6 810 | 8 300 | 12 024 | 27 726 |

| 1959*  | 1970*  | 1979*  | 1989*  | 2002*  |
| ------ | ------ | ------ | ------ | ------ |
| 36 738 | 49 911 | 60 391 | 68 220 | 64 824 |

| 2006   | 2010*  | 2012   | 2013   | 2014   |
| ------ | ------ | ------ | ------ | ------ |
| 63 806 | 61 551 | 61 278 | 60 933 | 60 580 |

| 2015   | 2016   | 2017   | 2018   | 2020   |
| ------ | ------ | ------ | ------ | ------ |
| 60 205 | 59 787 | 59 328 | 59 036 | 57 899 |

| 2021*  | - | - | - | - |
| ------ | - | - | - | - |
| 57 053 | - | - | - | - |